# Bytča (distrito)
O Distrito de Bytča (eslovaco: Okres Bytča) é uma unidade administrativa da Eslováquia Setentrional, situado na Žilina (região), com 30.879 habitantes (em 2001) e uma superfície de 282 km². Sua capital é a cidade de Bytča.

## Demografia
| Ano:        | 1994   | 2004   | 2014   | 2024   |
| ----------- | ------ | ------ | ------ | ------ |
| Broj ljudi: | 30 159 | 30 879 | 30 682 | 31 444 |
| Razlika:    |        | +2,38% | -0,63% | +2,48% |

| Ano:               | 2023   | 2024   |
| ------------------ | ------ | ------ |
| Número de pessoas: | 31 308 | 31 444 |
| Diferença:         |        | +0,43% |

## Cidades
- Bytča (11.506)

## Municipios
- Hlboké nad Váhom (915)
- Hvozdnica (1.139)
- Jablonové (864)
- Kolárovice (1.890)
- Kotešová (1.895)
- Maršová-Rašov (780)
- Petrovice (1.472)
- Predmier (1.350)
- Súľov-Hradná (929)
- Štiavnik (4.097)
- Veľké Rovné (4.042)

(População de 2004)